# Solter ledereri
Solter ledereri är en insektsart som beskrevs av Navás 1912. Solter ledereri ingår i släktet Solter och familjen myrlejonsländor. Inga underarter finns listade i Catalogue of Life.